# 茨城県道220号島名福岡線

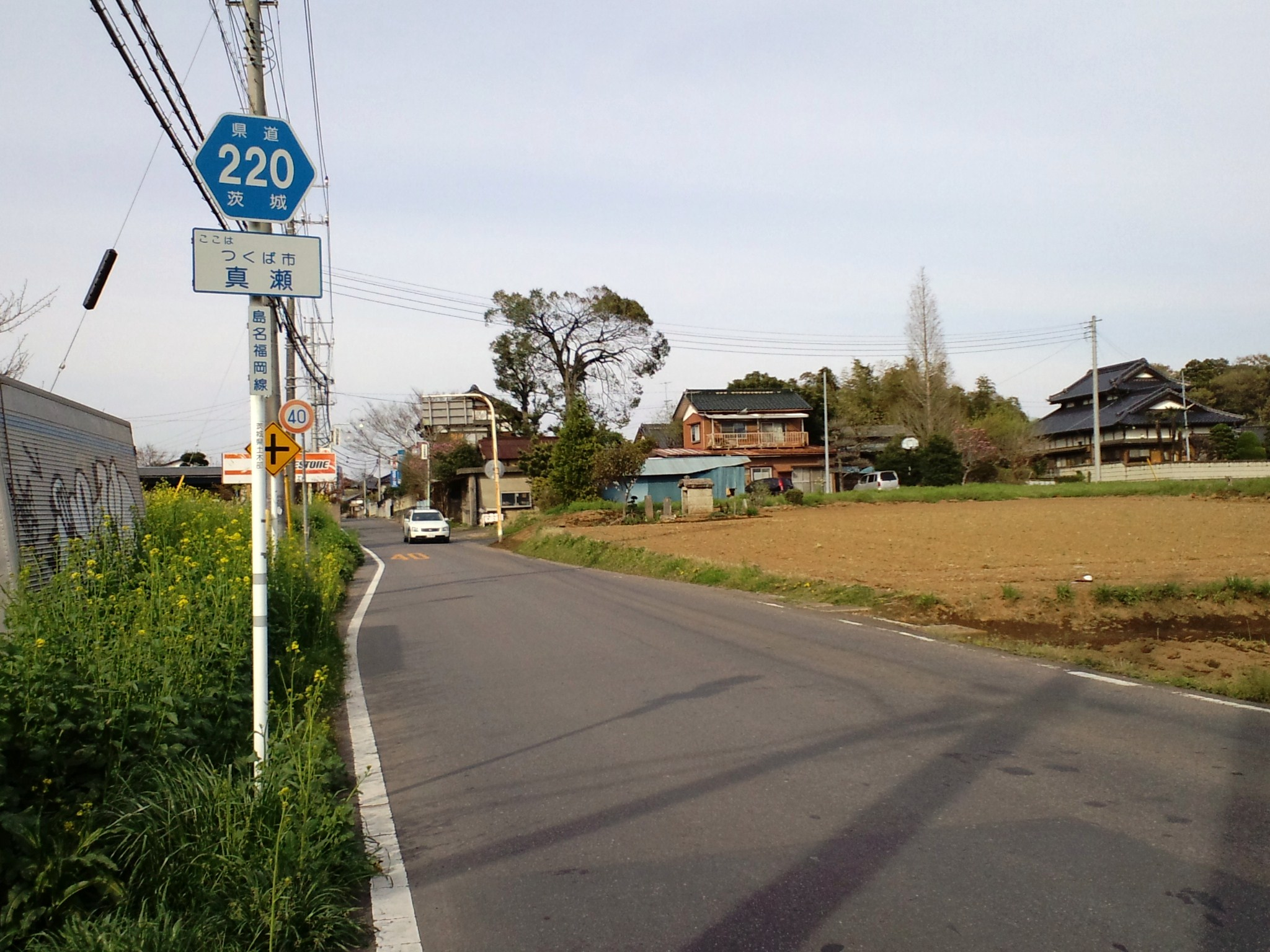
つくば市真瀬にて（北東を向いて）2010年4月18日

茨城県道220号島名福岡線（いばらきけんどう220ごう しまなふくおかせん）は、茨城県つくば市から同県つくばみらい市に至る一般県道である。

## 概要
- 起点 : 茨城県つくば市島名（茨城県道45号つくば真岡線交点＝「榎内」交差点）[1]
- 終点 : 茨城県つくばみらい市福岡字御堂1595-1（茨城県道133号赤浜谷田部線交点）[2]
- 総延長：2.854 km[3]
- 重用延長：0.034 km[3]
- 未供用延長：なし[3]
- 実延長：2.820 km[3]
- 自動車交通不能区間延長[注釈 1]：なし[3]

## 歴史
- 1959年（昭和34年）10月14日、新たな県道として筑波郡谷田部町大字島名を起点とし、筑波郡谷和原村大字福岡を終点とする区間を本路線とする県道島名福岡線として茨城県が県道路線認定した。
- 1995年（平成7年）に整理番号220となり現在に至る。

### 年表
- 1928年（昭和3年）3月1日 : 現在の路線の前身である北条水海道線が路線認定される。[4]
- 1959年（昭和34年）10月14日
  - 現在の路線が路線認定される（図面対象番号254）[5]。
  - 道路の区域は、筑波郡谷田部町大字島名の県道谷田部明野線（現在の県道つくば真岡線にあたる）分岐から筑波郡谷和原村大字福岡の主要地方道土浦野田線（旧国道354号、現在は県道赤浜谷田部線）交点までと決定された[1]。
- 1964年（昭和39年）7月3日：車両制限令第5条1項[注釈 2]に基づく指定（路線対象番号254 島名福岡線：谷田部明野線分岐点 - 土浦野田線交点）を受ける[6]。
- 1978年（昭和53年）3月9日：筑波郡谷和原村大字台（諏訪山交差点） - 同村大字福岡（722 m）を道路区域に追加指定。終点位置が大字福岡に移動する[2][注釈 3]。
- 1995年（平成7年）3月30日 : 整理番号が310から現在の番号（整理番号220）に変更される[7]。
- 2004年（平成16年）3月22日：つくば市真瀬 - 同市島名の区間を、通行する車両の高さの最高限度4.1 mの道路に指定[8]。
- 2006年（平成18年）4月6日：つくばみらい市台 - 同市真瀬の区間を、通行する車両の高さの最高限度4.1 mの道路に指定[9]。

## 路線状況

### 重複区間
- 茨城県道133号赤浜谷田部線（つくばみらい市台 諏訪山交差点 - 同市福岡：722m）[2]

### 道路施設
- 結橋（西谷田川、つくば市島名-真瀬）

## 地理

### 通過する自治体
- 茨城県
  - つくば市 - つくばみらい市

### 交差する道路
- 国道354号（谷田部バイパス） : つくば市真瀬